# Gesteuerte Rolle
Eine gesteuerte Rolle (engl. Slow Roll) ist eine Kunstflugfigur aus dem Aresti-Katalog, bei der das Flugzeug einmal um seine Längsachse gerollt wird, wobei es die Flugrichtung beibehält. Die gesteuerte Rolle wird oft auch einfach nur Rolle genannt. Obwohl sie zur Grundausbildung im Kunstflug gehört, ist sie kein einfaches Manöver.
Dabei muss bedacht werden, dass der Tragflügel gegenüber der Flugzeuglängsachse den Einstellwinkel besitzt. Im Rückenflug muss dann, einfach gesagt, die Längsachse um den doppelten Einstellwinkel nach oben gedrückt werden, damit der Anstellwinkel, Luftströmung gegenüber der Flügelsehne so liegt, dass das Flugzeug in der gewünschten Richtung weiterfliegt. Im Seitenflug muss der Flugzeugrumpf den Auftrieb bringen und demgemäß angestellt werden.

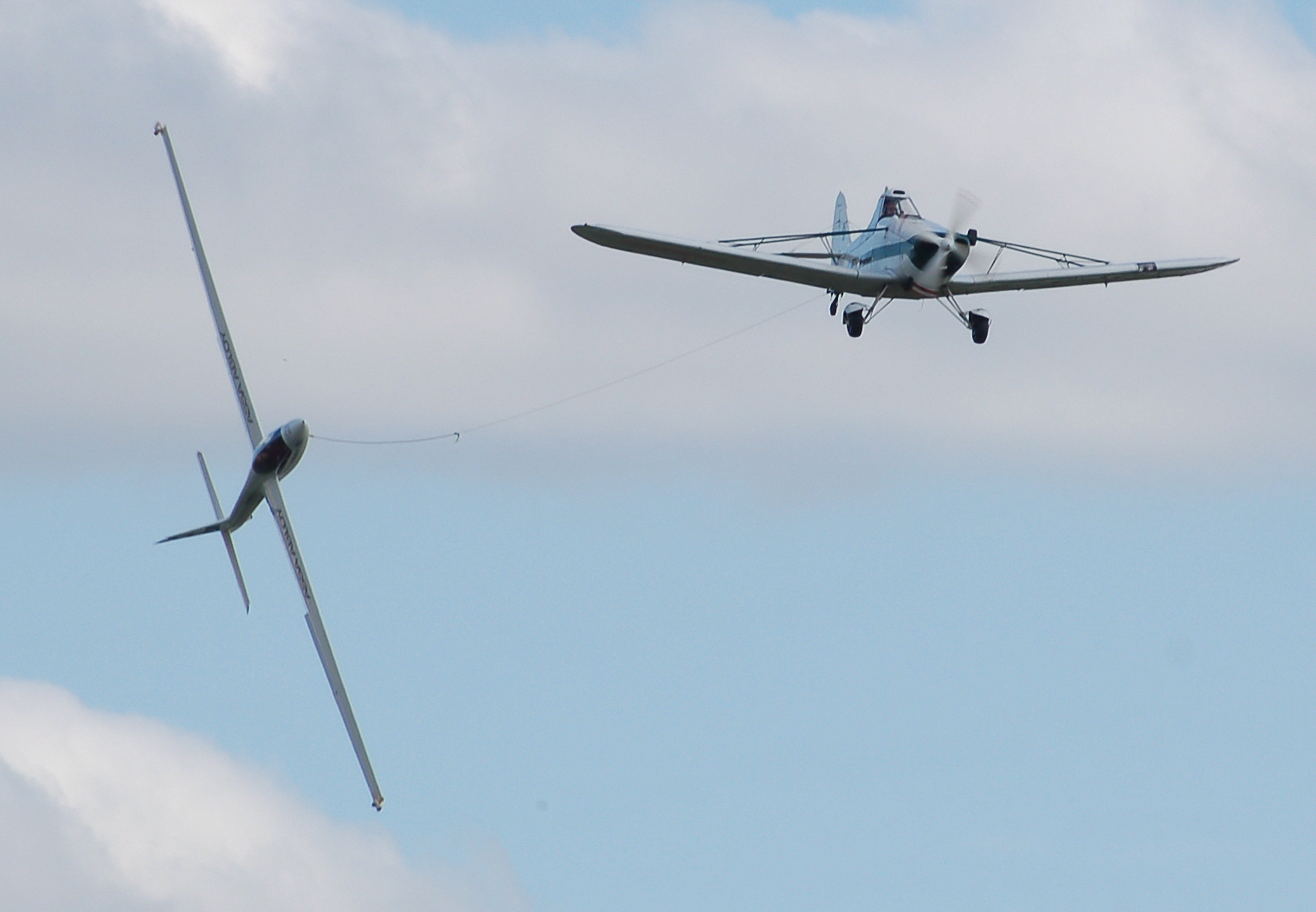
Ein Swift S-1 bei einer Rolle während eines Flugzeugschlepps.

Um eine gesteuerte Rolle sauber zu fliegen, reicht es nicht, einfach nur das Querruder in die gewünschte Richtung zu legen und zu warten, bis sich das Flugzeug gedreht hat. Vor allem bei schwächer motorisierten Flugzeugen und bei Segelflugzeugen muss die Nase vor dem Rollen angehoben werden und während des Rollens ständig Fluglage und -richtung mit wohldosierten Höhen- und Seitenruderausschlägen korrigiert werden. 
Die gesteuerte Rolle kann nicht nur auf horizontalen, sondern auch auf vertikalen und auf 45°-Linien geflogen werden. Auch viele der komplizierteren Figuren enthalten Rollen. Ein bekanntes Beispiel ist die kubanische Acht.
Es kann auch nur ein Teil einer Rolle geflogen werden, z. B. eine halbe Rolle in den Rückenflug.
Wird die Rolle in mehrere Abschnitte unterteilt, in denen das Rollen kurz unterbrochen wird, so spricht man von einer Zeitenrolle. Auch die Bezeichnung abgesetzte Rolle ist unter Kunstfliegern üblich. Eine ganze Rolle, die als vier Viertelrollen geflogen wird, heißt dann Vierzeitenrolle.
Die gesteuerte Rolle heißt so, weil bei dieser Figur das Flugzeug jederzeit mit anliegender Strömung „normal“ gesteuert wird, im Gegensatz zur gerissenen Rolle, bei der durch einen gezielt herbeigeführten einseitigen Strömungsabriss eine Autorotation ausgelöst wird.
Die normale, einfache Rolle wird durch leichtes Hochziehen (um etwa 10°), um den Anstellwinkel zu vergrößern, eingeleitet und das Querruder in die gewünschte Richtung gelegt. Nun eiert das Flugzeug in die Rückenlage. Durch das vorherige Hochziehen stimmt nun so einigermaßen der Anstellwinkel für einen Geradeausflug. Weiter eiert das Flugzeug in die Normallage und nimmt ca. den normalen Anstellwinkel ein.